# Obelisco Napoleonico

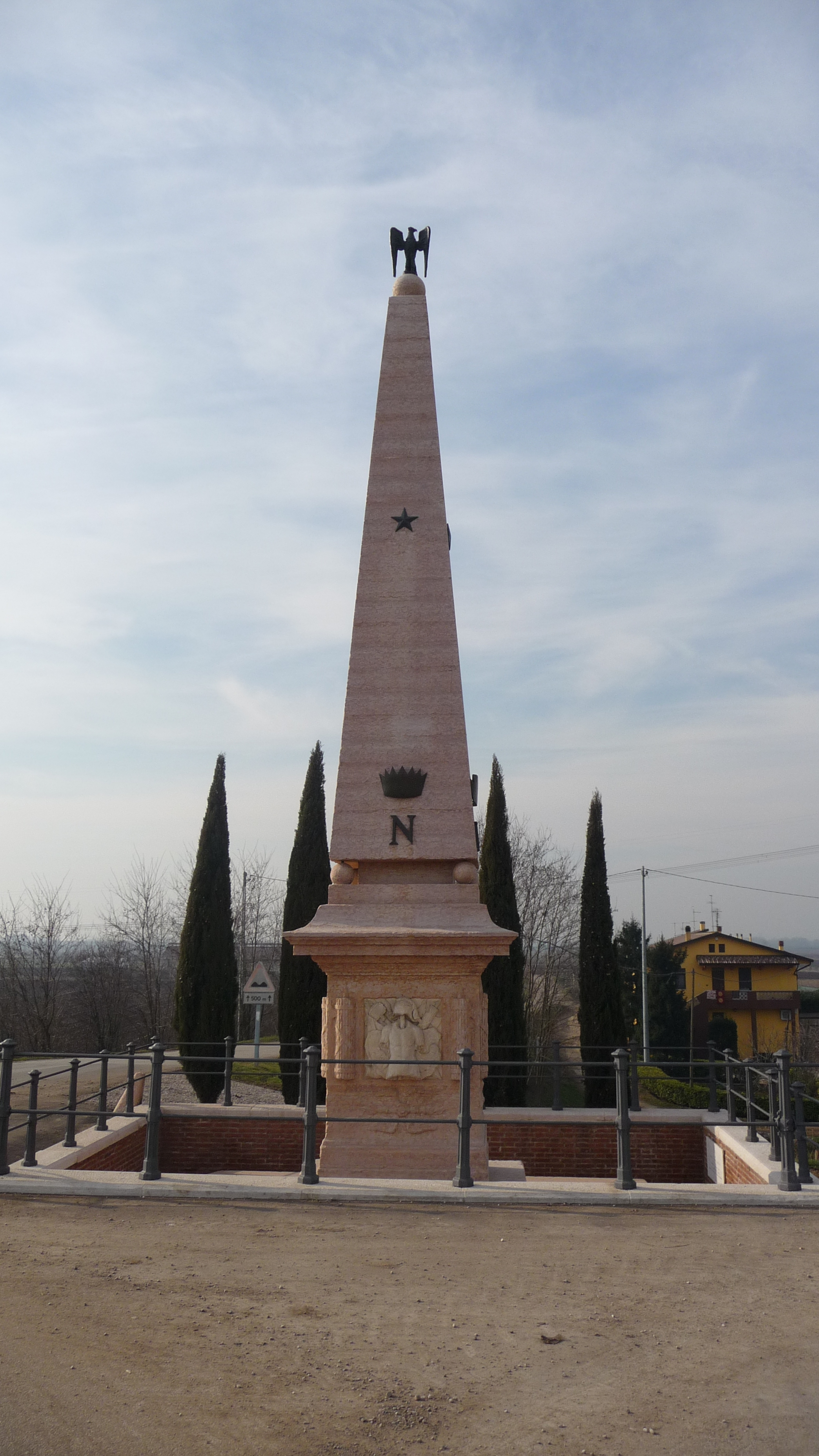
Obelisco Napoleonico Arcole

L'Obelisco Napoleonico è situato nel comune di Arcole, in provincia di Verona.
Si trova sulla destra del fiume Alpone, proprio alla testa del ponte di Arcole e all'imboccatura della strada che scende verso le campagne, in direzione del paese di Belfiore.
Fu costruito a testimonianza della vittoria delle truppe francesi di Napoleone Bonaparte sulle truppe austriache, al termine della battaglia del ponte di Arcole, che fu combattuta tra il 15 novembre e il 17 novembre 1796.
Per celebrare le vittorie ottenute nella sua prima Campagna d'Italia, Napoleone commissionò la costruzione di sette monumenti commemorativi che dovevano sorgere nei luoghi delle battaglie.
Solo quattro di questi vennero effettivamente costruiti. In seguito gli austriaci ne distrussero tre, risparmiando solo l'obelisco di Arcole, che pertanto è l'unico obelisco napoleonico esistente in Italia.

## Descrizione
L'obelisco è composto di massi di marmo rosso di Verona, poggia su tre gradini ed è alto circa 11,5 metri.
Sul piedistallo si scorgono due bassorilievi che rappresentano dei trofei di guerra.
I bassorilievi sono stati scolpiti da Gaetano Muttoni, famoso scultore di Verona.
L'obelisco culmina con un globo di pietra sul quale poggia una statua in bronzo raffigurante l'Aquila Imperiale.
Le iscrizioni originali erano probabilmente composte da lettere dorate. Furono strappate dagli Austriaci il 2 dicembre 1813, insieme alla corona di bronzo, all'Aquila Imperiale e alla lettera “N” sempre in bronzo.
Nel 1899 venne costruito un muro attorno al monumento, sul quale venne infissa una cancellata.
Al monumento si accede tramite un cancello di ferro.

## Storia
Il monumento è stato commissionato da Napoleone Bonaparte al generale Eugenio di Beauharnais, viceré d'Italia e figliastro di Napoleone stesso, con una missiva datata 21 giugno 1806.
L'obelisco è stato disegnato e progettato dal capitano Gaspare Galliari, il quale si recò personalmente ad Arcole per scegliere la posizione più adatta per la costruzione del monumento.
Il capitano Dellard del Genio ha diretto i lavori di costruzione e la spesa complessiva è stata di poco inferiore alle 20.000 Lire italiane.
La prima pietra è stata posta il 15 dicembre 1808 con una solenne cerimonia.
Le autorità presenti alla posa della prima pietra furono: i capitani Gaspare Galliari e Dellard del Genio; il colonnello Poly, membro della Legion d'Onore, alla testa di tre Compagnie del 1º Battaglione del 69º di Linea che ha contribuito al successo della battaglia del ponte di Arcole; il sindaco Bernardo Giavarina.
Sulla prima pietra sono state saldate alcune monete del Regno e dell'Impero francese del 1808 ed una pergamena firmata dalle autorità presenti.
Nella notte tra il 30 marzo e il 31 marzo 1809 un gruppo di persone rimaste ignote ha sabotato alcune parti del monumento, che era ancora in fase di costruzione. Sono oggetto del sabotaggio dei marmi, la corona ferrea e la grossa lettera iniziale “N” posta al centro dell'obelisco.
L'inaugurazione del monumento è avvenuta con solenne cerimonia il 1º novembre 1810.
Gli interventi a salvaguardia dell'obelisco sono stati numerosi.
Si intervenne nel 1899, nel 1891 e nel 1976, quando è stata posta sulla sommità del monumento l'Aquila di bronzo, opera dello scultore Nencioni di Genova, che ha sostituito quella originale saccheggiata dagli austriaci.

## Iscrizioni
Il Ministero della Guerra del Regno italico incaricò il poeta Ugo Foscolo di compilare alcune iscrizioni da porre sull'obelisco di Arcole.
La prima missiva fu inviata dal Ministero a Foscolo in data 1º luglio 1809. Il poeta non rispose né alla prima né alla successiva missiva spedita in data 28 febbraio 1810. Una risposta da Foscolo arrivò il 20 aprile 1810. Egli sembrava interessato all'incarico. Il Ministro della Guerra inviò altre lettere a Foscolo, senza più ricevere alcuna risposta.
Il 15 settembre 1810 il Ministro della Guerra decise di affidare l'incarico al professor Callimero Cattaneo.
Le iscrizioni sono due e sono state dettate da Callimero Cattaneo anche se la tradizione propone come autore dell'iscrizione celebrativa della vittoria il latinista abate Morcelli.
Le iscrizioni sono state inaugurate dal sindaco Francesco Poggi il 15 agosto 1877.

## Traduzioni
Le iscrizioni sono due e sono in latino.
Prima iscrizione
1. Napoleone;
2. Qui tre giorni con dubbia sorte;
3. Si batté col nemico;
4. Qui sul ponte di sua mano;
5. Inalberò bandiera animatrice;
6. E richiamò i prodi suoi alla vittoria;
7. Qui vinse;
8. Lasciando di sé e del nome francese;
9. A questi luoghi fama immortale;
10. Xvii Nov Mdccivc.

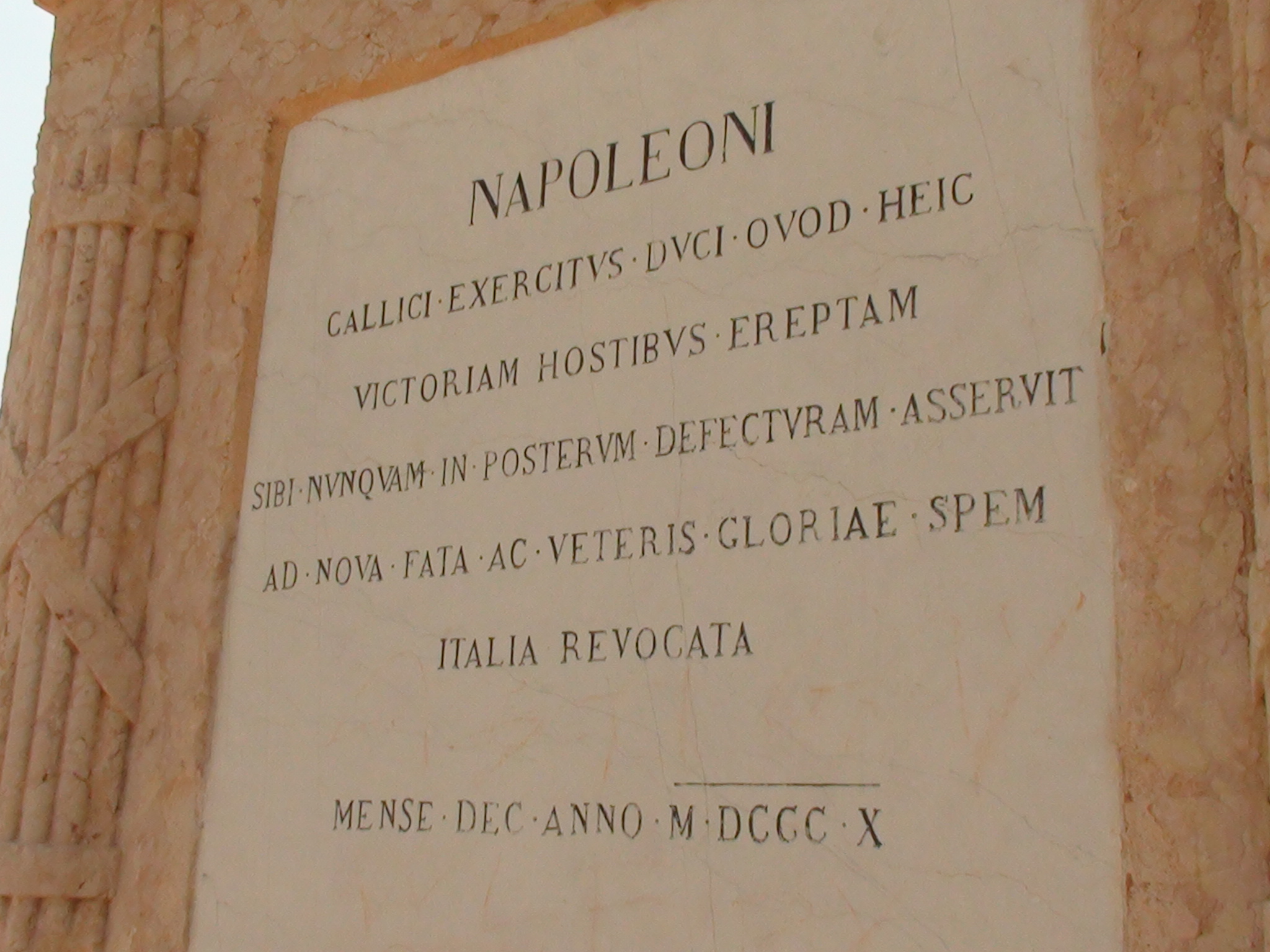
Seconda iscrizione
1. Qui Napoleone;
2. Fulmine di guerra;
3. Rapita la vittoria al nemico;
4. Il destino assicurò;
5. E l'antica grandezza d'Italia;
6. Mon Ded nell'anno Mdcccx.

## Bicentenario
Il 7 novembre 2010 si sono svolte ad Arcole le celebrazioni del bicentenario della costruzione dell'obelisco napoleonico.
Tra i partecipanti vi è stata una delegazione francese di Cadenet, città natale di André Estienne, passato alla storia come il piccolo tamburino d'Arcole, e il console di Francia.
Per l'occasione è stata aperta al pubblico una mostra sull'obelisco napoleonico.
I festeggiamenti per il bicentenario del monumento si sono conclusi in occasione della Fiera di San Martino, svoltasi il 13 e il 14 novembre 2010.
Nei luoghi della battaglia è stata riproposta una rievocazione storica del conflitto con 250 comparse in costume d'epoca.